# Giro de Toscana 2022
La 94.ª edición de la clásica ciclista Giro de Toscana fue una carrera en Italia que se celebró el 14 de septiembre de 2022 con inicio y final en la ciudad de Pontedera sobre un recorrido de 199,2 kilómetros.
La carrera hizo parte del UCI Europe Tour 2022, calendario ciclístico de los Circuitos Continentales UCI, dentro de la categoría 1.1 y fue ganada por el suizo Marc Hirschi del UAE Emirates. Completaron el podio, como segundo y tercer clasificado respectivamente, el italiano Lorenzo Rota del Intermarché-Wanty-Gobert Matériaux y el colombiano Daniel Felipe Martínez del INEOS Grenadiers.

## Equipos participantes
Tomaron parte en la carrera 19 equipos: 9 de categoría UCI WorldTeam, 4 de categoría UCI ProTeam y 6 de categoría Continental. Formaron así un pelotón de 129 ciclistas de los que acabaron 38. Los equipos participantes fueron:
| WorldTeams (9)- Astana Qazaqstan Team - Cofidis - EF Education-EasyPost - Ineos Grenadiers - Intermarché-Wanty-Gobert Matériaux - Israel-Premier Tech - Lotto-Soudal - Movistar Team - UAE Team Emirates ProTeams (4)- Bardiani-CSF-Faizanè - Drone Hopper-Androni Giocattoli - Eolo-Kometa - TotalEnergies Equipos continentales (6)- Beltrami TSA Tre Colli - Giotti Victoria-Savini Due - MG.K Vis Colors For Peace VPM - Team Corratec - Zalf Euromobil Fior - Work Service-Vitalcare-Dynatek |
| |

## Clasificación final
- La clasificación finalizó de la siguiente forma:[3]

| \| Clasificación general \| Clasificación general \| Clasificación general \| Clasificación general \| Clasificación general \| \| Ciclista \| Ciclista \| Equipo \| Tiempo \| \| \| --------------------- \| ---------------------- \| ---------------------------------- \| --------------------- \| --------------------- \| \| 1.º \| Marc Hirschi \| UAE Team Emirates \| 4 h 53 min 30 s \| \| \| 2.º \| Lorenzo Rota \| Intermarché-Wanty-Gobert Matériaux \| + 0 s \| \| \| 3.º \| Daniel Felipe Martínez \| Ineos Grenadiers \| + 0 s \| \| \| 4.º \| Einer Rubio \| Movistar Team \| + 0 s \| \| \| 5.º \| Esteban Chaves \| EF Education-EasyPost \| + 0 s \| \| \| 6.º \| Alex Aranburu \| Movistar Team \| + 13 s \| \| \| 7.º \| Andreas Kron \| Lotto-Soudal \| + 13 s \| \| \| 8.º \| Paul Double \| Human Powered Health \| + 13 s \| \| \| 9.º \| Guillaume Martin \| Cofidis \| + 13 s \| \| \| 10.º \| Andrii Ponomar \| Drone Hopper-Androni Giocattoli \| + 13 s \| \| |                        |                                    |                 |
| |                        |                                    |                 |
| |                        |                                    |                 |
| Clasificación general |                        |                                    |                 |
| Ciclista | Ciclista               | Equipo                             | Tiempo          |
| 1.º | Marc Hirschi           | UAE Team Emirates                  | 4 h 53 min 30 s |
| 2.º | Lorenzo Rota           | Intermarché-Wanty-Gobert Matériaux | + 0 s           |
| 3.º | Daniel Felipe Martínez | Ineos Grenadiers                   | + 0 s           |
| 4.º | Einer Rubio            | Movistar Team                      | + 0 s           |
| 5.º | Esteban Chaves         | EF Education-EasyPost              | + 0 s           |
| 6.º | Alex Aranburu          | Movistar Team                      | + 13 s          |
| 7.º | Andreas Kron           | Lotto-Soudal                       | + 13 s          |
| 8.º | Paul Double            | Human Powered Health               | + 13 s          |
| 9.º | Guillaume Martin       | Cofidis                            | + 13 s          |
| 10.º | Andrii Ponomar         | Drone Hopper-Androni Giocattoli    | + 13 s          |

## UCI World Ranking
El Giro de Toscana otorgó puntos para el UCI World Ranking para corredores de los equipos en las categorías UCI WorldTeam, UCI ProTeam y Continental. Las siguientes tablas muestran el baremo de puntuación y los 10 corredores que obtuvieron más puntos:
| Posición   | 1.º | 2.º | 3.º | 4.º | 5.º | 6.º | 7.º | 8.º | 9.º | 10.º | 11.º | 12.º | 13.º-15.º | 16.º-25.º |
| Puntuación | 125 | 85  | 70  | 60  | 50  | 40  | 35  | 30  | 25  | 20   | 15   | 10   | 5         | 3         |

| Clasificación |                        |                                    |        |
| Posición      | Ciclista               | Equipo                             | Puntos |
| ------------- | ---------------------- | ---------------------------------- | ------ |
| 1.º           | Marc Hirschi           | UAE Emirates                       | 125    |
| 2.º           | Lorenzo Rota           | Intermarché-Wanty-Gobert Matériaux | 85     |
| 3.º           | Daniel Felipe Martínez | INEOS Grenadiers                   | 70     |
| 4.º           | Einer Rubio            | Movistar                           | 60     |
| 5.º           | Esteban Chaves         | EF Education-EasyPost              | 50     |
| 6.º           | Alex Aranburu          | Movistar                           | 40     |
| 7.º           | Andreas Kron           | Lotto Soudal                       | 35     |
| 8.º           | Paul Double            | Human Powered Health               | 30     |
| 9.º           | Guillaume Martin       | Cofidis                            | 25     |
| 10.º          | Andrii Ponomar         | Drone Hopper-Androni Giocattoli    | 20     |